# Emanuel Jäcklin-Holzach
Emanuel Jäcklin-Holzach (getauft 25. Juli 1730 in Basel; bestattet 3. Februar 1804 ebenda) war ein Schweizer Kunstschreiner.

## Leben und Werk
Emanuel Jäcklin-Holzach, Sohn des Basler Schreiners Philipp Jäcklin-Bientz, wurde 1762 in die Spinnwetternzunft in Basel aufgenommen. 1789–1798 gehörte er deren Vorstand (Sechser) und damit dem Grossen Rat der Stadt Basel an. Zudem war er 1785–1799 Vorsteher der zünftigen Schreinermeister.
Emanuel Jäcklin-Holzach ist der einzige Schreiner, von dem sowohl das Meisterstück (heute im Historischen Museum Basel) und das dazugehörige Mass bekannt sind. 1767 fertigte er Täfer, Türen und Fenster im Zunfthaus zu Hausgenossen an, die aber nicht mehr erhalten sind.
Emanuel Jäcklin war verheiratet mit Sara Holzach (1734–1814), Tochter des Schneiders Johann Conrad Holzach (1712–1766) und Nichte des Schreiners Eucharius Holzach (1693–1773).